# Slag bij Dunbar (1296)
De Slag bij Dunbar vond plaats op 27 april 1296 en was een onderdeel van de eerste Schotse onafhankelijkheidsoorlog.

## Aanleiding
In 1295 sloot de Schotse koning John Balliol een alliantie met koning Filips IV van Frankrijk, de Auld Alliance. Een maand eerder had John Balliol al een nederlaag geleden tijdens het beleg van Berwick (1296), maar weigerde zich over te geven.

## Verloop
De slag speelde zich af ter hoogte van Dunbar Castle. De Schotten wachtten de Engelsen op vanop een helling. De Engelsen  moesten een ravijn oversteken om de Schotten te bereiken. Op een gegeven moment verdwenen de Engelsen uit het zicht en de Schotten dachten dat ze rechtsom waren gekeerd. Het Schotse leger verbrak zijn opstelling en stormde de helling af, daar werd het opgevangen door het Engelse leger. Meer dan 130 Schotse ridders werden gevangengenomen. John Balliol sloeg op de vlucht.

## Vervolg
Twee maand later gaf John Balliol zich over. Op 2 juli in Kincardine Castle in Auchterarder werd John Balliol geknield voor koning Eduard I van Engeland ontdaan van al zijn functies en kreeg hierdoor de bijnaam de Toom Tabard, de lege tabbaard. Daarna werd hij opgesloten in de Tower van Londen.